# Palosnya
Palosnya (szlovákul: Poluvsie) Rajecfürdő városrésze Szlovákiában, a Zsolnai kerület Zsolnai járásában.

## Fekvése
Zsolnától 10 km-re délre, a Rajec-patak partján fekszik. Rajecfürdő keleti végét alkotja a patak partján.

## Története
Nevének legrégibb változata, „Polvsy” a falu kis méretére utal (pol „fél” és ves „helység”).
A 18. század végén Vályi András így ír róla: „POLUVSZEJ. Tót falu Trentsén Vármegyében, földes Ura Hg. Eszterházy Uraság, lakosai katolikusok, fekszik Konszkának szomszédságában, mellynek filiája, határja is hozzá hasonlító.”
Fényes Elek 1851-ben kiadott geográfiai szótárában így ír a faluról: „Poluzsie, tót falu, Trencsén vmegyében, Konszkához 3 fertály, 355 kath., 5 zsidó lak. F. u. h. Eszterházy. Ut. p. Zsolna.”
1910-ben 391, túlnyomórészt szlovák lakosa volt. A trianoni békéig Trencsén vármegye Zsolnai járásához tartozott.
1980-ban csatolták Rajecfürdőhöz.

## Neves személyek
- Itt született 1912-ben Jozef Gabčík szlovák katona, Reinhard Heydrich egyik merénylője.

## Lásd még
- Rajecfürdő